# Comstock (Minnesota)
Comstock es una ciudad ubicada en el condado de Clay en el estado estadounidense de Minnesota. En el Censo de 2010 tenía una población de 93 habitantes y una densidad poblacional de 162,48 personas por km².

## Geografía
Comstock se encuentra ubicada en las coordenadas 46°39′34″N 96°44′47″O / 46.65944, -96.74639. Según la Oficina del Censo de los Estados Unidos, Comstock tiene una superficie total de 0.57 km², de la cual 0.57 km² corresponden a tierra firme y (0%) 0 km² es agua.

## Demografía
Según el censo de 2010, había 93 personas residiendo en Comstock. La densidad de población era de 162,48 hab./km². De los 93 habitantes, Comstock estaba compuesto por el 100% blancos, el 0% eran afroamericanos, el 0% eran amerindios, el 0% eran asiáticos, el 0% eran isleños del Pacífico, el 0% eran de otras razas y el 0% pertenecían a dos o más razas. Del total de la población el 0% eran hispanos o latinos de cualquier raza.

### Evolución demográfica
| 1930 | 1940 | 1950 | 1960 | 1970 | 1980 | 1990 | 2000 | 2010 | est. 2015 |
| ---- | ---- | ---- | ---- | ---- | ---- | ---- | ---- | ---- | --------- |
| 157  | 134  | 139  | 138  | 135  | 110  | 123  | 123  | 93   | 93        |

## Localidades adyacentes
El diagrama siguiente presenta las localidades en un  radio de 16 km alrededor de Comstock.